# Raid dingue
Pour l’article ayant un titre homophone, voir Raide dingue.
Pour plus de détails, voir Fiche technique et Distribution.
Raid dingue est un film franco-belge réalisé par Dany Boon, tourné en 2016 et sorti en 2017.
Le réalisateur reçoit le premier César du public de l'histoire du cinéma français.

## Synopsis
Johanna Pasquali est une jeune femme qui n'a qu'un seul rêve dans la vie : intégrer le RAID, au grand désespoir de sa famille. Jusqu'à présent policière dans un commissariat, elle tente une nouvelle inscription au RAID, mais échoue, à la grande satisfaction (cachée) de son fiancé un peu falot, de sa future belle-mère (épouse du leader européen du pneumatique) et de son propre père Jacques Pasquali, ministre de l'Intérieur. Il faut dire que malgré son côté courageux et sans peur, elle est très gênante et maladroite.
Jacques Pasquali décide de la faire entrer malgré tout au RAID en tant que stagiaire pour les futures recrues, mais il y met une condition qui doit rester secrète : sa fille doit être dégoûtée et ne plus avoir envie d'intégrer le RAID. Johanna et les hommes du groupe de stagiaires sont sous la responsabilité d'Eugène Froissard (dit Poissard car portant la poisse à ses collègues ces derniers temps), homme taciturne, misogyne accompli, renfermé, traversant une période de poisse depuis que sa femme l'a quitté pour son frère.
Froissard voit très mal une femme dans l'enceinte du RAID. Il va alors forcer le stage et tout tenter afin de trouver n'importe quel prétexte pour faire partir Johanna. Malheureusement pour lui et pour Jacques Pasquali, Johanna va finalement être l'une des nouvelles recrues. Mais Eugène va devoir oublier son machisme pour stopper une série d'attaques qui menacent dangereusement le président de la République, ses ministres et ses homologues des pays de l’Est.

## Fiche technique
Sauf indication contraire, les informations mentionnées dans cette section peuvent être confirmées par les bases de données cinématographiques IMDb et Allociné,  présentes dans la section « Liens externes ».
- Titre original : Raid dingue
- Réalisation : Dany Boon
- Scénario, adaptation et dialogues : Dany Boon et Sarah Kaminsky, d'après une idée originale de Dany Boon
- Musique : Michaël Tordjman et Maxime Desprez
- Décors : Hervé Gallet et Maëlys Deschard Valin
- Costumes : Laetitia Bouix
- Photographie : Denis Rouden
- Son : Guillaume Bouchateau, Damien Lazzerini, Lucien Balibar, Thomas Gauder
- Montage : Elodie Codaccioni
- Production : Jérôme Seydoux
  - Production déléguée : Eric Hubert
  - Supervision de production : Bruno Morin
  - Coproduction : Vivien Aslanian, Dany Boon, Romain Le Grand et Patrick Quinet
- Sociétés de production[2] :
  - France : Pathé Films, en coproduction avec Les Productions du Ch'Timi et TF1 Films Production, avec la participation de Canal+, Ciné+ et TF1
  - Belgique : en coproduction avec Artémis Productions, en association avec Shelter Prod, avec la participation de la Wallonie, avec le soutien de Taxshelter. be, Tax Shelter ING Invest de Tax Shelter Productions et Tax shelter du Gouvernement Fédéral Belge
- Sociétés de distribution[3] : Pathé Distribution (France) ; Alternative Films (Belgique) ; A-Z Films (Québec) ; Pathé Films AG (Suisse romande)
- Budget : 32 446 758 €[4]
- Pays de production :  France,  Belgique
- Langues originales : français, anglais, serbe
- Format[5] : couleur - DCP Digital Cinema Package - 2,35:1 (Cinémascope) - son Dolby 5.1
- Genre : comédie, action, romance
- Durée : 106 minutes
- Dates de sortie[6] :
  - France : 17 janvier 2017 (Festival international du film de comédie de l'Alpe d'Huez) ; 1er février 2017 (sortie nationale)
  - Belgique, Suisse romande : 1er février 2017[7],[8]
  - Québec : 21 avril 2017[9]
- Classification[10] :
  - France : tous publics[11]
  - Belgique : tous publics (Alle Leeftijden)[7]
  - Suisse romande : interdit aux moins de 10 ans[12]
  - Québec : tous publics (G - General Rating)[9]

## Distribution
- Alice Pol : Johanna Pasquali, dite « Jo », policière qui devient agent du RAID.
- Dany Boon : Eugène Froissard, dit « Poissard », instructeur du RAID
- Michel Blanc : Jacques Pasquali, le ministre de l'Intérieur et père de Johanna
- Yvan Attal : Viktor, le chef du gang des « Léopards »
- Patrick Mille : Édouard Dubarry, le fiancé de Johanna
- Sabine Azéma : Marie-Caroline Dubarry, la mère d'Édouard
- Alain Doutey : Bernard Dubarry, le père d'Édouard, patron d’une usine de pneus reconnue
- François Levantal : Patrick Legrand, patron du RAID
- Florent Peyre : Olivier Lopez, binôme d'Eugène Froissard
- François Vincentelli : Éric Scherz, agent du RAID
- Nabila Darbaky : Samia, la secrétaire de Patrick Legrand
- Guillaume Clément : le médecin du RAID
- Anne Marivin : Isabelle, la psychologue du RAID
- Akim Omiri : Yanis Brahimi, recrue du RAID
- Narcisse Mame : William Rousseau, recrue du RAID
- Gil Alma : Greg Martel, stagiaire du RAID
- Tony Zarouel : Frédéric Bessac, recrue du RAID
- Frédéric Siuen : Julien N'Guyen, recrue du RAID
- Robert Paturel : Aimé, l'entraîneur de boxe de Johanna
- Arben Bajraktaraj : Drago Vladic, complice de Viktor
- Urbain Cancelier : Philippe Jancovic, le Président de la République
- Jean-François Cayrey : le commissaire Collin
- François Bureloup : le patron du café
- Audrey Looten : la vendeuse de la boutique de robes
- Jacques Marchand : le préfet à la retraite
- Daniel-Jean Colloredo : le directeur de la joaillerie braquée
- Guy Amram : l'agent GSPR

## Production
Raid dingue est la cinquième réalisation de Dany Boon après La Maison du bonheur (2006), Bienvenue chez les Ch'tis (2008), Rien à déclarer (2011) et Supercondriaque (2014).

### Préproduction
Avec Raid Dingue, Dany Boon joue à nouveau aux côtés d'Alice Pol, sa partenaire d'Un plan parfait et de Supercondriaque. Par ailleurs, il était en 2016 à l'affiche du film Ils sont partout réalisé par Yvan Attal, lequel campe le méchant du film de Dany Boon.
L'idée de départ : Dany Boon nourrit depuis une dizaine d'années l'envie de camper un flic gaffeur qui intègre par erreur une police d’élite. Il laissa peu à peu tomber ce postulat de départ jusqu'au tournage de Supercondriaque en 2013 où il eut l'idée de centrer cette histoire autour d'un personnage principal féminin qu'incarnerait Alice Pol (qu'il voit comme une sorte de Pierre Richard au féminin).
Avec Raid dingue, Dany Boon a voulu rendre hommage aux films de Jean-Paul Belmondo et à ces films français qui ont influencé le cinéma américain, « comme les films de Bruce Willis par exemple où le héros apparaît à la fois héroïque mais aussi drôle et maladroit… », note le metteur en scène.

### Préparation du tournage
Des entraînements intensifs pour être crédible en agent du Raid, Dany Boon a été conseillé par le cascadeur et chorégraphe de combats Alain Figlarz. L'acteur-réalisateur a ainsi débuté un entraînement intensif à base de musculation, de tir et d'escalade, tout en mangeant beaucoup de blanc d’œuf, de viande des Grisons ou de fromage blanc à 0 % de matière grasse. « J’ai donc modestement commencé avec 20 pompes par jour et à la fin, j’en faisais plus de 200 ! J’ai perdu 15 kilos pour en reprendre 10 de muscles… » se souvient le réalisateur du film.
Dany Boon et la scénariste Sarah Kaminsky ont fait beaucoup de recherches sur le Raid. Ils ont ainsi déjeuné avec le grand-patron de cette unité d'élite de la Police nationale française, Jean-Michel Fauvergue. Ils se sont également entretenus avec les trois femmes (sur 170 agents) du Raid et ont lu beaucoup de livres consacrés au sujet, comme celui de Robert Paturel, un des piliers historiques du groupe.

### Tournage
Le tournage a duré 2 mois et demi environ, 400 personnes ont été mobilisées pour le tournage, le film a été tourné en Belgique, ainsi qu'en France à Villacoublay et à la piscine de  Huy, et pour quelques scènes spectaculaires, au château de Vaux-le-Vicomte dans la région Île-de-France.
À la suite des attentats ayant eu lieu en mars 2016 à Bruxelles, plusieurs tournages prévus dans la capitale belge ont été annulés ou reportés. Ce fut le cas de Raid dingue qui devait se tourner pendant une journée à l'aéroport de Bruxelles à Zaventem. Le journal Le Parisien avait précisé que les prises de vues s'étaient poursuivies dans des studios à une quarantaine de kilomètres de Bruxelles. Pour des raisons de sécurité liées aux attentats de 2015 à Paris, Dany Boon et son équipe n'ont pas pu tourner en France dans les rues avec des uniformes ou des équipements du Raid.
L'équipe de tournage a eu la chance de pouvoir poser ses caméras dans le QG du Raid. Dany Boon a aussi rencontré tous les responsables de la chaîne hiérarchique. Le metteur en scène se rappelle :  « Nous avons pu passer beaucoup de temps avec eux, les observer, participer à des simulations d’opérations, suivre leur entrainement afin d’être au plus proche de leur réalité. Finalement, dans la mesure évidemment de ce qui était possible et faisable, nous avons pu trouver notre place dans l’unité. Cela représente deux ans et demi de vie en commun dont il reste forcément quelque chose de fort. Une projection du film a été organisée pour les Orphelins de la Police et une autre spécialement pour le Raid. Je sais qu’ils apprécient vraiment le film, notamment le fait, (c’est une constante dans ma filmographie), de rire « avec » mais jamais « contre » quelque chose ou quelqu’un… ».

### Lieux du tournage
Le tournage s'est déroulé en Île-de-France :
- à Paris au palais de l'Élysée et au ministère de l'Intérieur,
- à Maincy au Château de Vaux-le-Vicomte,
- à Bièvres à la base du RAID.
- à Bruxelles au Palais d'Egmont.

### Sortie du film
L'acteur Dany Boon salue le travail du RAID dans une interview : « Maintenant je sais qui se cache derrière les cagoules. Des héros qui passent leur temps à risquer leur vie pour sauver les nôtres ».
Le film n'a pas été présenté à la presse en Belgique car, selon le distributeur, tous les journalistes belges l'auraient vu à Paris. Par ailleurs, les sous-titres n'étaient pas prêts. Une avant-première a eu lieu le 19 décembre 2016 à Liévin (Hauts-de-France).
Le film a été présenté hors-compétition à l'ouverture du Festival International du film de comédie de l'Alpe d'Huez 2017.
Le film est sorti en France le 1er février 2017

## Bande originale
Sauf indication contraire ou complémentaire, les informations mentionnées dans cette section proviennent du générique de fin de l'œuvre audiovisuelle présentée ici.
- I got it all.
- Addicted to you par Avicii et Audra Mae de 2013 (Johanna s'entraine ; fin du générique de fin).
- Où sont les femmes ? par Patrick Juvet de 1977.
- Marche pour la cérémonie des Turcs de Jean-Baptiste Lully  de 1670 (feu d'artifice devant le château de Vaux-le-Vicomte, Viktor dansant, envoie une première roquette sur le château).

## Accueil

### Accueil critique
En France, le site Allociné propose une note moyenne de 2,8⁄5 à partir de l'interprétation de critiques provenant de 24 titres de presse.

### Box-office
| Pays ou région | Box-office         | Date d'arrêt du box-office | Nombre de semaines |
| -------------- | ------------------ | -------------------------- | ------------------ |
| France         | 4 570 812 entrées, | 18 avril 2017              | 10                 |
| Mondial        | 4 843 958 entrées  | 18 avril 2017              | 10                 |

À la fin de l'année 2017, Raid dingue figure parmi les quinze films français de l'année à avoir dépassé le million d'entrées et parmi les plus gros succès du box-office hexagonal de l'année aux côtés du film d'animation américain Moi, moche et méchant 3 (5,63 millions d'entrées), du film de science-fiction Star Wars, épisode VIII : Les Derniers Jedi de Rian Johnson (un peu plus de 4 millions d'entrées jusqu'à fin 2017) et du film de science-fiction français Valérian et la Cité des mille planètes de Luc Besson (4,04 millions d'entrées).

## Distinctions
Entre 2017 et 2018, le film RAID dingue a été sélectionné 2 fois dans diverses catégories et a remporté 1 récompense,.

### Récompenses
- César 2018 : César du public pour Dany Boon.

### Sélections
- Festival international du film de comédie de l'Alpe d'Huez 2017 : Film d'ouverture pour Dany Boon[29].